# Кубок Эстонии по волейболу среди женщин
Кубок Эстонии по волейболу среди женщин — ежегодное соревнование женских волейбольных команд Эстонии. Проводится с 1991 года.

## Формула соревнований
Соревнования проходят по системе плей-офф («осень-зима»). Победители полуфинальных матчей в финале определяют обладателя Кубка. В финале розыгрыша 2024 «Раэ-Спордикоол» победил «ТалТех» 3:1.

## Победители
- 1991 «Фортуна» Тарту
- 1992 «Виса»[2] Тарту
- 1993 «Виса-Проспорт»[2] Тарту
- 1994 «Волле» Вильянди
- 1995 ТПЮ Таллин
- 1996 «Пярну»
- 1997 «Тарту»[2]
- 1998 «Пярну»
- 1999 «Виймси»
- 2000 «Виймси Картини»[3] Виймси
- 2001 «Виймси Мильстранд»[3] Виймси
- 2002 «Пярну»
- 2003 «ТПЮ-Картини»[1] Таллин
- 2004 «Виймси Мильстранд» Виймси
- 2005 «Таллинна Юликоол Картини»[1] Таллин
- 2006 «Виймси Мильстранд» Виймси
- 2007 «Виймси Мильстранд» Виймси
- 2008 «ГМП-Олимпик»[3] Таллин
- 2009 ГМП[3] Таллин
- 2010 «Вильянди Металл»[4] Вильянди
- 2011 «Вильянди Металл» Вильянди
- 2012 «Вильянди Металл» Вильянди
- 2013 «Кохила»[4]
- 2014 ТТЮ Таллин
- 2015 «ТТЮ-Трейдхаус»[5]. Таллин
- 2016 «Кохила»
- 2017 «Тарту Юликоол-Ээден»[2] Тарту
- 2018 «Тарту Юликоол-Бигбанк»[2] Тарту
- 2019 «ТалТех-Трейдхаус»[5] Таллин
- 2020 «ТалТех-Трейдхаус» Таллин
- 2021 «Тарту Юликоол-Бигбанк» Тарту
- 2022 «ТалТех-Трейдхаус» Таллин
- 2023 «ТалТех»[5] Таллин
- 2024 «Раэ-Спордикоол» Юри